# Francesco Di Maggio
Francesco Di Maggio (Mazzarino, 19 luglio 1948 – Genova, 7 ottobre 1996) è stato un magistrato italiano, ex vicedirettore del Dipartimento dell'amministrazione penitenziaria.

## Biografia
Il padre era un maresciallo dei Carabinieri in servizio a Barcellona Pozzo di Gotto, mentre il fratello, Salvatore Tito Di Maggio, è stato senatore della XVII Legislatura.
Dopo la laurea in giurisprudenza iniziò a esercitare l'avvocatura. Entrò poi in magistratura nel 1982 e nei primi anni '80 divenne Sostituto Procuratore della Repubblica presso il Tribunale di Milano e li si occupò di diverse inchieste in tema di crimine organizzato: nel febbraio 1983, insieme al sostituto procuratore Piercamillo Davigo, coordinò l'indagine denominata "San Valentino", che portò all'arresto di numerosi "colletti bianchi" implicati nel riciclaggio di denaro sporco sulla piazza milanese per conto delle cosche siciliane, e nel 1984 riuscì a convincere il boss Angelo Epaminonda a collaborare con la giustizia e raccolse le sue prime dichiarazioni. Ha sostenuto la pubblica accusa nel maxiprocesso scaturito dalle rivelazioni di Epaminonda (il primo celebrato a Milano), che si concluse con la condanna all'ergastolo di numerosi affiliati al clan dei catanesi che aveva insanguinato la metropoli lombarda tra il 1975 e il 1984.
Fu in seguito distaccato a Roma presso l'ufficio dell'Alto commissario per il coordinamento della lotta contro la delinquenza mafiosa, all'epoca guidato da Domenico Sica, insieme ai colleghi Francesco Misiani e Loris D'Ambrosio; si dimise nel 1990 per la chiusura di quella sede. Divenne allora consulente giuridico dell'agenzia antidroga dell'Onu a Vienna.
Ospite in numerose occasioni della popolare trasmissione televisiva "Maurizio Costanzo Show", durante la puntata dell'8 marzo 1990 approfittò dello spazio concessogli da Maurizio Costanzo per denunciare con nomi e cognomi le collusioni tra mafia e politica, le inerzie degli organi statali di fronte al fenomeno mafioso ed inoltre accusò il CSM di aver indebolito per interessi di parte l'Alto commissario. L'intervista causò dure polemiche in cui intervenne anche il Presidente della Repubblica Francesco Cossiga, il quale chiese di accertare la fondatezza delle accuse del giudice. Qualche mese dopo, Di Maggio tornò alla carica con le sue accuse che provocarono nuove polemiche nel corso di un'intervista resa al quotidiano L'Unità in occasione del recente omicidio del giudice Rosario Livatino, in cui affermava: "Dietro la bara di Livatino non può nascondersi tutta la magistratura", alludendo alle responsabilità dei superiori del magistrato assassinato che avevano assicurato l'impunità a noti mafiosi agrigentini, come da lui già denunciato nell'intervista a Costanzo.
L'11 giugno 1993 venne nominato dal ministro della Giustizia Giovanni Conso vicedirettore del Dipartimento dell'amministrazione penitenziaria (DAP). Non avendo i titoli per quell'incarico gli fu data la qualifica di Consigliere di Stato.
Un anno dopo, nell'agosto 1994, lasciò il DAP in polemica con il nuovo ministro della Giustizia Alfredo Biondi e tornò a Vienna. È scomparso nel 1996 all'età di 48 anni per complicazioni causate da un'epatite.

## Controversie

### La vicenda dell'autoparco della mafia
Nell'autunno 1993 il GICO di Firenze concluse le indagini sull'autoparco di via Oreste Salamone a Milano, centrale operativa delle cosche per i traffici di droga e armi, e sulle protezioni accordate ai mafiosi che vi operavano: con questi addebiti la Procura di Firenze ordinò tre arresti tra gli ufficiali di polizia che collaboravano con il pool della Procura di Milano. Il rapporto del GICO citò, a supporto della richiesta di arresti, anche un collaboratore di giustizia, Salvatore Maimone, il quale rivelò che Francesco Di Maggio e i suoi ex colleghi della Procura milanese Alberto Nobili, Armando Spataro e Antonio Di Pietro erano coloro che "coprivano" affari e delitti dei mafiosi dell'autoparco. Maimone poi dichiarò che le accuse ai PM milanesi gli erano state sollecitate (venne infatti denunciato per calunnia) e in ogni caso il processo agli ufficiali di polizia si concluse con le loro assoluzioni.

### Trattativa Stato-mafia
Negli anni 2010 il nome di Di Maggio è tornato alla ribalta nell'ambito delle indagini sulla Trattativa Stato-mafia degli anni 1992-1993. L'inchiesta dalla Procura di Palermo, in particolare condotta dai magistrati Antonino Di Matteo, Roberto Tartaglia e Francesco Del Bene, con il coordinamento del Procuratore Aggiunto Vittorio Teresi, ipotizzò che, sebbene "dopo dieci anni di permanenza nell’incarico una sostituzione ai vertici del D.A.P. sarebbe da considerarsi normale", sulla sostituzione avvenuta nel giugno 1993 del direttore Nicolò Amato e del vicedirettore Edoardo Fazzioli "avrebbero influito in parte dei dissidi imprecisati con l'allora Presidente della Repubblica Oscar Luigi Scalfaro", sempre radicalmente negati da quest'ultimo: al loro posto vennero nominati il dottor Adalberto Capriotti come nuovo direttore e il dottor Di Maggio come vicedirettore (sebbene quest'ultimo non avesse i titoli richiesti dalla legge), nomine che sarebbero avvenute sempre su pressione di Scalfaro al fine di stabilire una linea meno "dura" all'interno delle carceri necessaria per aprire un dialogo con la mafia finalizzato a far cessare le stragi. Dalle agende del colonnello dei carabinieri Mario Mori risultarono infatti incontri con Di Maggio nell'estate 1993 per discutere del "problema detenuti mafiosi", circostanza confermata ai magistrati dal caposcorta dell'ex magistrato, Nicola Cristella, il quale affermò che Mori agiva su mandato dell'onorevole Calogero Mannino.